# 遊☆戯☆王デュエルモンスターズ 光のピラミッド
『遊☆戯☆王デュエルモンスターズ 光のピラミッド』（ゆうぎおう デュエルモンスターズ ひかりのピラミッド、原題：Yu-Gi-Oh! The Movie: Pyramid of Light）は、2004年8月13日に全米で公開された劇場用アニメ。テレビアニメ『遊☆戯☆王デュエルモンスターズ』の映画化作品である。

## 概要
『遊☆戯☆王』メディアの海外展開に伴い、人気急上昇中だったアメリカ市場での公開用に製作された映画。全米2411館という比較的大きな規模で公開され、週末興行成績は約949万ドルでランキング初登場4位（日本映画のトップ5入りは『劇場版ポケットモンスター』以来3年ぶり）。興行収入は約1977万ドルで、全米で公開された日本アニメ映画の中では、2019年1月に『ドラゴンボール超 ブロリー』が公開されるまで、『劇場版ポケットモンスター ミュウツーの逆襲』『劇場版ポケットモンスター 幻のポケモン ルギア爆誕』に次ぐ歴代3位の記録を保持していた。現在は全米歴代5位に位置している。のちにイギリス、オーストラリアでも公開され、全世界興行収入は約2917万ドルを記録した。   
舞台はバトルシティ編終了後の童実野町。古代エジプトの謎や闇のゲーム、キャラクターたちの友情といった『遊☆戯☆王』の特徴を盛り込んだエンターテイメント作品に仕上がっている。
その後日本に逆輸入するにあたって、カードテキスト、声優、BGMは日本版アニメと同じものを使用。また単純な海外版の流用ではなく日本版用に追加シーンもある（例：遊戯が千年パズルを完成させるのを目撃する双六、等）。更には一部のシーンの使用タイミングの変更もされている。日本ではロードショー公開はされず、招待客向けに特別試写会が行われた。その後2005年1月2日にテレビ放送、同年3月16日にDVDが発売された。

## ストーリー
バトルシティでの戦いを経て三枚の「神のカード」を入手した武藤遊戯。ライバルの海馬瀬人は彼を打ち倒すべく、デュエルモンスターズの創始者ペガサス・J・クロフォードのもとを訪れ、「神のカード」を打ち破る強力な二枚のカードを手に入れる。再び遊戯に挑む海馬であったが、そのデュエルの裏には千年パズルと対をなす8つ目の千年アイテム「光のピラミッド」を所有したアヌビスの邪悪なる陰謀が隠されていた。

## キャスト（日本語版 / 英語版）
- 武藤遊戯（Yugi Muto） - 風間俊介（ジャニーズJr.） / ダン・グリーン
- 真崎杏子 （Téa Gardner）- 齊藤真紀 / エイミー・ビルンバウム
- 城之内克也（Joey Wheeler） - 高橋広樹 / ウェイン・グレイソン
- 本田ヒロト（Tristan Taylor） - 菊池英博 / フランク・フランクソン
- 海馬瀬人（Seto Kaiba） - 津田健次郎 / エリック・スチュアート
- 海馬モクバ（Mokuba Kaiba） - 竹内順子 / タラ・ジェイン
- 武藤双六（Solomon Muto）- 宮澤正 / マディー・ブラウスティン
- ペガサス・J・クロフォード（Maximillion Pegasus） - 高杉Jay二郎 / ダレン・ダンスタン
- アヌビス（Anubis） - 石井康嗣 / スコッティー・レイ
- デュエリスト - 吉川寛司、石橋美佳、冨田真
- エンジニア - 松本忍、長瀬博高
- 警備員 - 岩間健児、髙木俊
- アナウンス - 長浜満里子
- その他 - 中尾友紀、吉田麻子
- ナレーション - 池田政典

## スタッフ
- 原作：高橋和希 / スタジオダイス（集英社「週刊少年ジャンプ」）
- オリジナル脚本：武上純希、彦久保雅博
- 英語版脚本：マシュー・ドルデック、ロイド・ゴールドファイン、ノーマン・J・グロスフェルド、マイケル・ペコラーロ
- 企画：岩田圭介、原田孝、生田英隆
- エグゼクティブプロデューサー：永井秀之、鈴木民三、山下秀樹、アルフレッド・R・カーン、ノーマン・J・グロスフェルド
- プロデューサー：小林敦子、笹田直樹、ロイド・ゴールドファイン、カティア・ミラニ、マイケル・ペコラーロ
- 絵コンテ：辻初樹、菱川直樹、南康宏
- 監督・キャラクターデザイン・総作画監督：辻初樹
- モンスターデザイン：島村秀一
- 美術監督：イ・フェヤン
- 撮影監督：枝光弘明、チェ・ドッギュ、ホ・テヒ、キム・ガンオク
- 色彩設計：中村千穂
- 編集：中川晶男
- 音楽：光宗信吉
- 音響監督：平光琢也
- 録音監督：三ツ矢雄二
- 効果：野口透（アニメサウンド）
- 音響制作：神南スタジオ
- 録音・調整：山田均
- 音響制作進行：小泉紀介
- キャスティング協力：等々力佐和子（ネルケプランニング）
- ラインプロデューサー：若菜章夫
- アシスタントラインプロデューサー：八田正宣
- 英語版オリジナルスコア：エリック・アルヴァーツ、ジョン・エンジャー、ジョエル・デューク、ラルフ・シュケット、ウェイン・シャープ、フレディ・シェインフェルド、ギル・タルミ
- アニメーション制作協力：同友アニメーション
- アニメーション制作：ぎゃろっぷ
- 製作：映画｢遊☆戯☆王デュエルモンスターズ｣製作委員会（集英社、テレビ東京、NAS、コナミDE、東宝）、4キッズエンタテインメント

## 主題歌
「Fire」
作詞 - 3+3 / 作曲・歌 - BLAZE（デンジャー・クルー エンタテインメント）
IKE（アイク）こと生沢佑一がヴォーカルを務めるロックバンド「BLAZE」のアルバム「DANGER ZONE」からの楽曲。全編英語歌詞で、デュエルヴォーカルベストにも収録されている。ちなみにこの曲は日本語版の主題歌であり、英語版では使用されていない。

## 備考
- テレビシリーズ『遊☆戯☆王デュエルモンスターズ』の海外版ではライフポイントの表示やカードのデザインなどが変更されているが、本作ではライフポイントの表示は日本版と同じ物のままである。またカードもOCGの海外版をそのままスキャンしたものが採用されている。
- 劇場で配布されたプロモカードは「Blue-Eyes Shining Dragon（青眼の光龍）」「Sorcerer of Dark Magic（黒の魔法神官）」「Watapon（ワタポン）」「Pyramid of Light（光のピラミッド）」の4枚。
- 日本語版特別試写会鑑賞者には、日本語版「ワタポン」のカードが配布された。このプロモカードは非常に希少価値が高く、ネットオークションやカードショップなどで高額で取り引きされている。
- 英語版サウンドトラックにはブラック・アイド・ピーズが「For The People」というタイトルの楽曲を提供しているが、劇中では未使用となっている。エンディングにも使用されていない。
- 公開初日に、カリフォルニア州の映画館でプロモカード全2400枚が盗まれる事件が発生した。ワーナーブラザースの社員を装った二人組の男が「間違って別のカードを送ってしまったので交換する」と嘘をついてカードを盗んだと報道された。
- JUMP j BOOKSより小説版が刊行されている。映画ではほとんど謎に包まれているアヌビスの正体など、映画の内容を補完する形でキャラクターがより詳細に描かれている。